# Chazemais
 Chazemais  là một xã ở tỉnh Allier thuộc miền trung nước Pháp.